# Hurum
Hurum is een voormalige  gemeente in de Noorse provincie Buskerud. De gemeente telde 9.462 inwoners in januari 2017. In 2020 werd Hurum samen met Røyken toegevoegd aan de gemeente Asker die deel ging uitmaken van de toen nieuwe, nu opgeheven, provincie Viken.

## Economie
Hurum bezit de eerste krachtcentrale ter wereld op basis van osmose, het Statkraft Hurum saltkraftverk, geopend in 2008. De energie wordt verkregen uit de concentratiegradiënt van zout tussen zoet en zout water. Het zoute water trekt zoet water door een membraan waardoor een drukverschil ontstaat dat voor elektriciteitsproductie kan worden ingezet. Het betreft een proeffabriek die 10 liter zoet water en 20 liter zout water per seconde gebruikt en een vermogen van 2 kW levert. Hoewel de variabele kosten laag zijn, zijn de installatiekosten erg hoog en is het geleverde vermogen laag.
Vanaf 1897 is er ook een sulfaatcellulosefabriek, de Södra Cell Tofte te Tofte.

## Vervoer
Tot 2000 had Hurum een veerverbinding met Drøbak aan de andere kant van de Oslofjord. Die verbinding is beëindigd na de opening van de Oslofjordtunnel.

## Bezienswaardigehden
- Kerk van Kongsdelene (Kongsdelene kirke), houten zaalkerk van 1905.
- Kerk van Hurum (Hurum kirke), natuurstenen zaalkerk van 1150, oorspronkelijk aan Maria gewijd, met 18e-eeuwse preekstoel en als votiefschip het model van het oorlogsschip Dannebrog, dat in 1710 verging.
- Kerk van Holmsbu, houten zaalkerk van 1887.
- Beeldengalerij van Holmsbu, museum.
- Vuurtoren van Hurum.

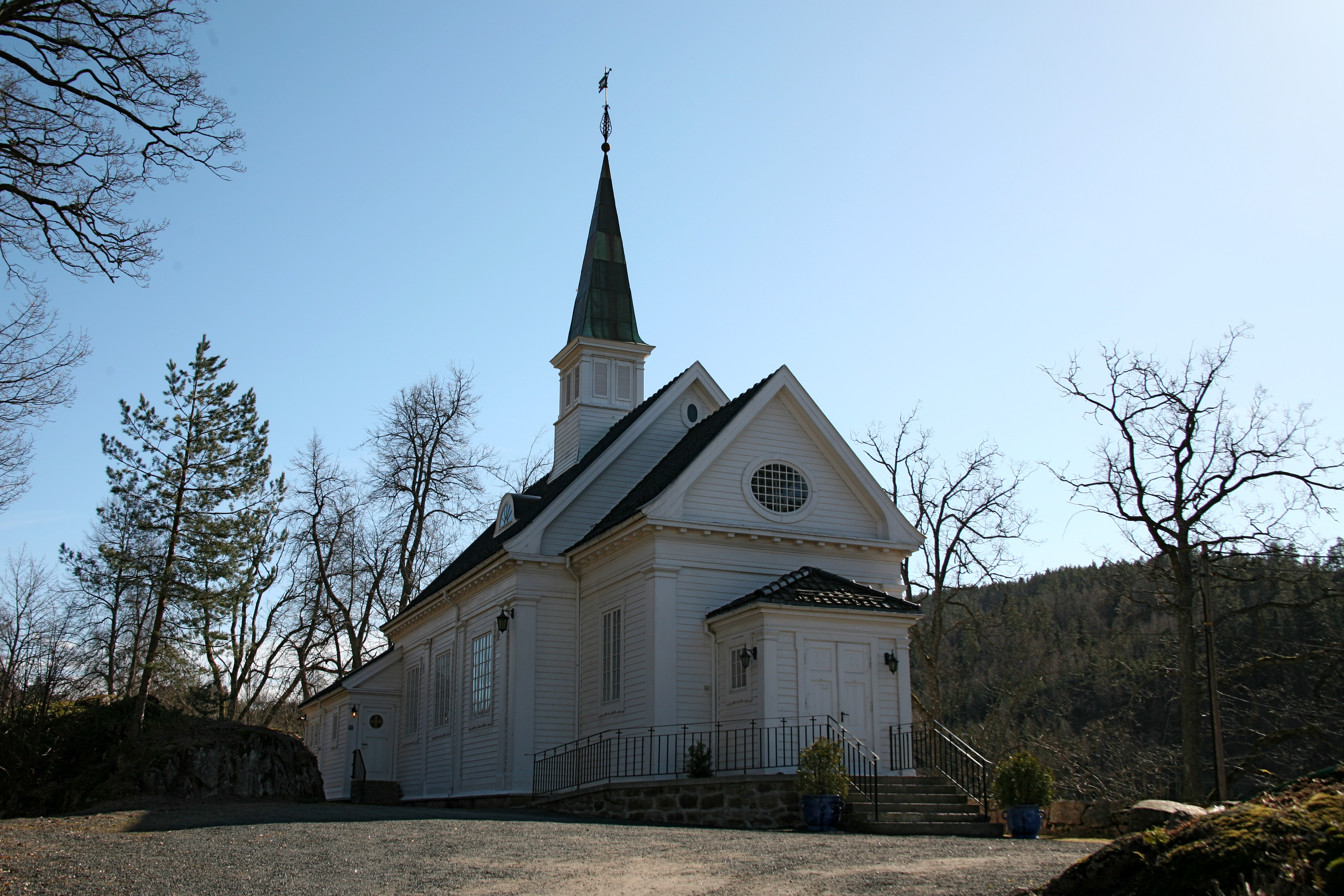
Kongsdelene kirke
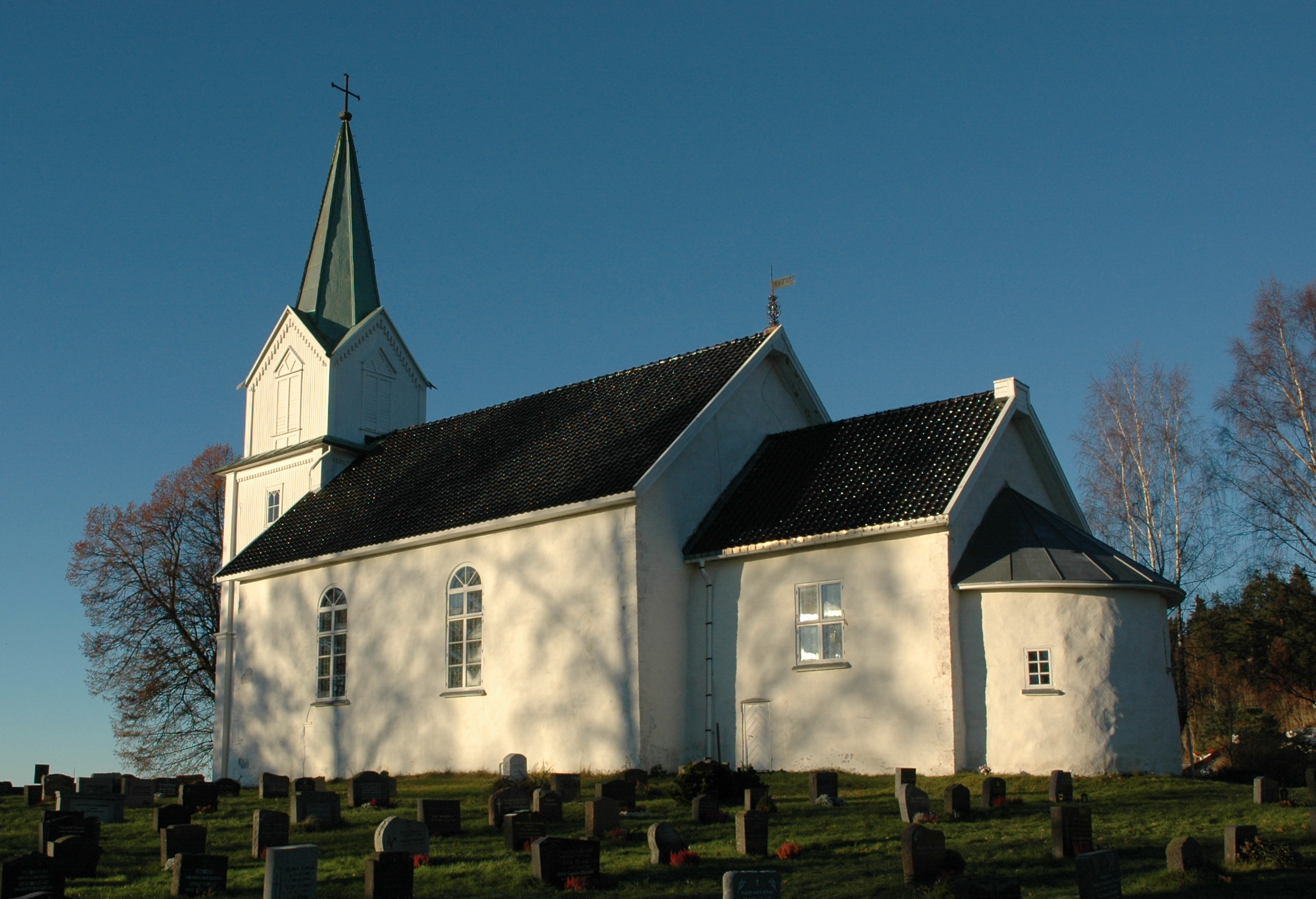
Hurum kirke
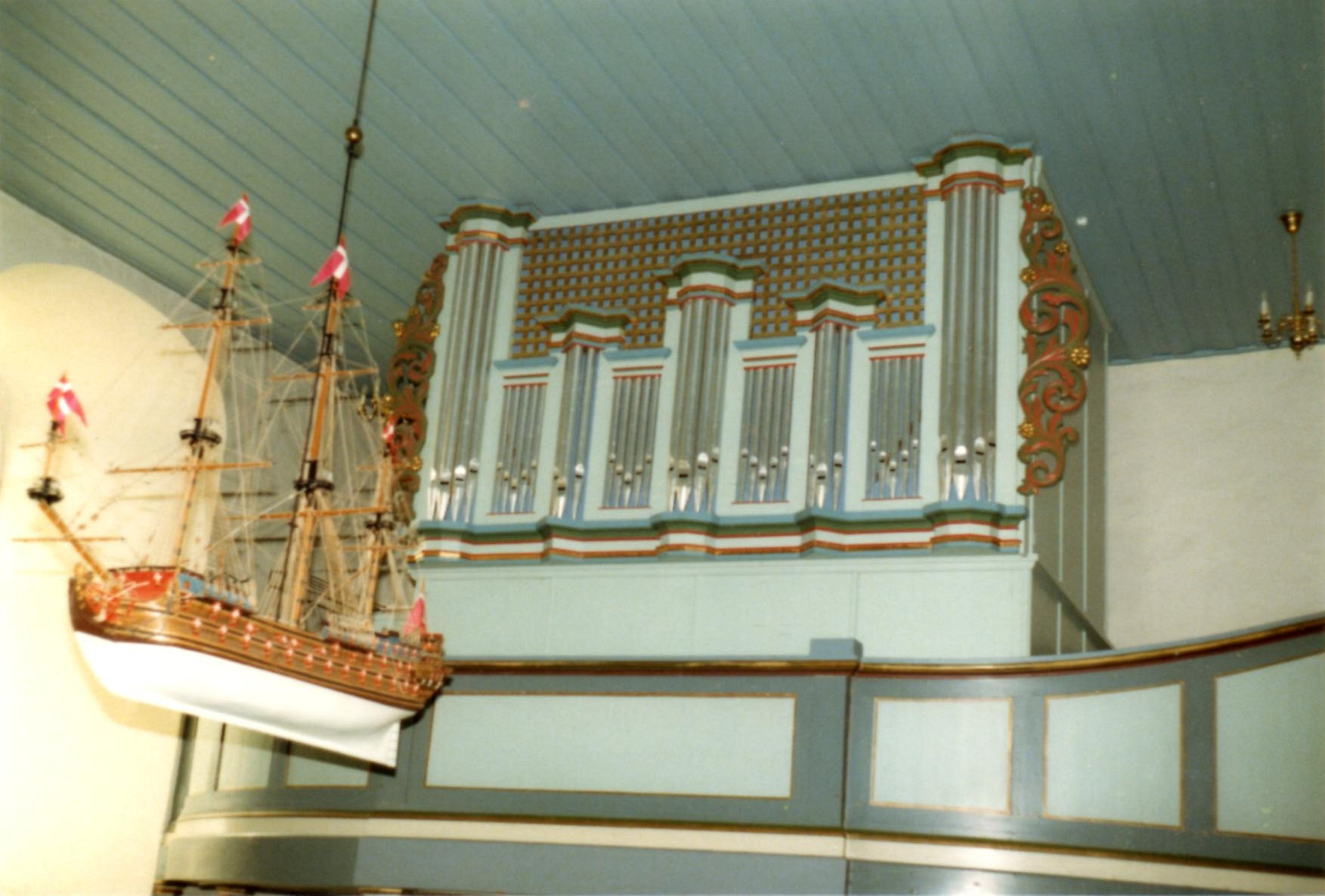
Hurum kirke, orgel en votiefschip
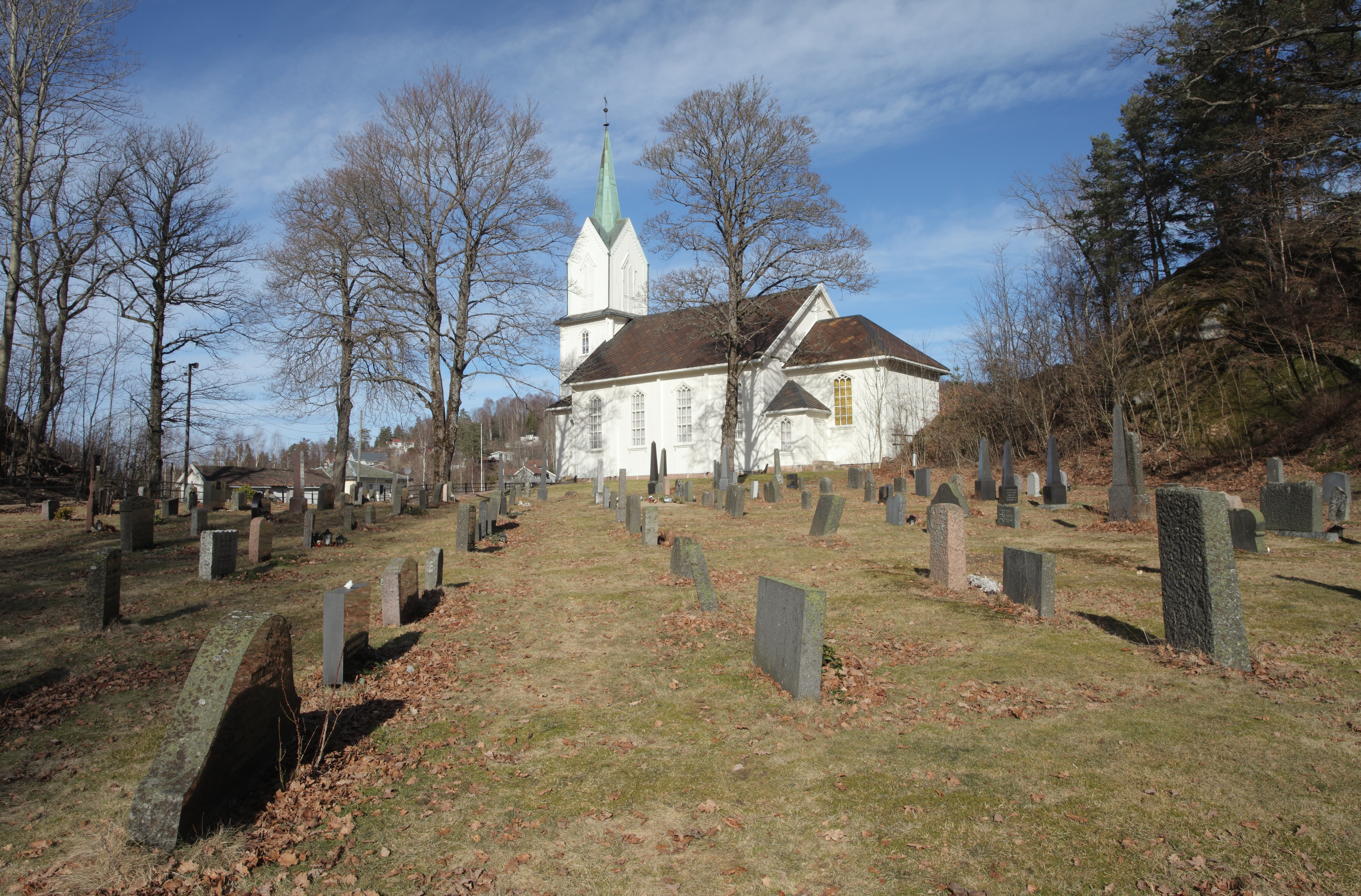
Holmsbu kirke
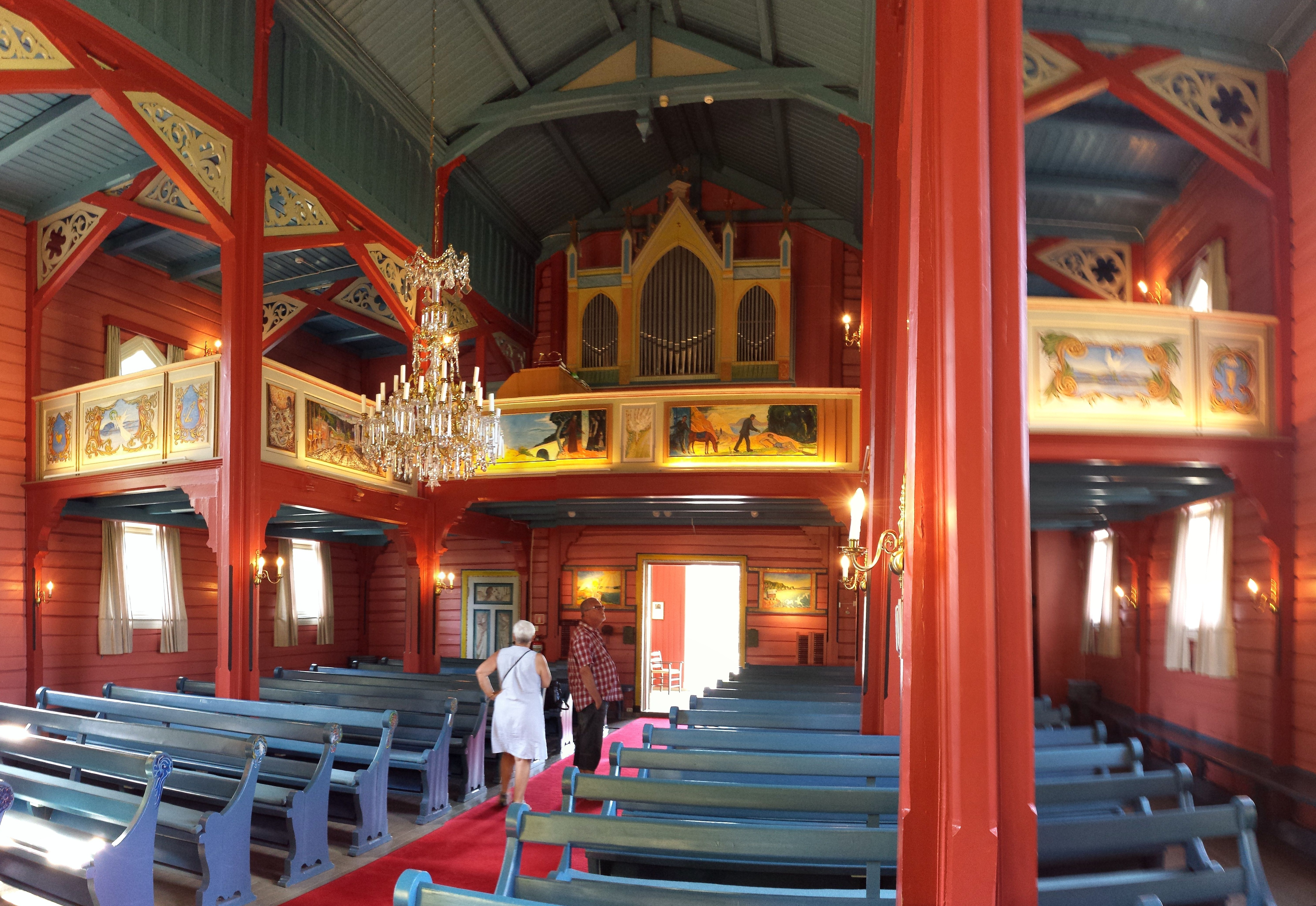
Holmsbru kirke, interieur
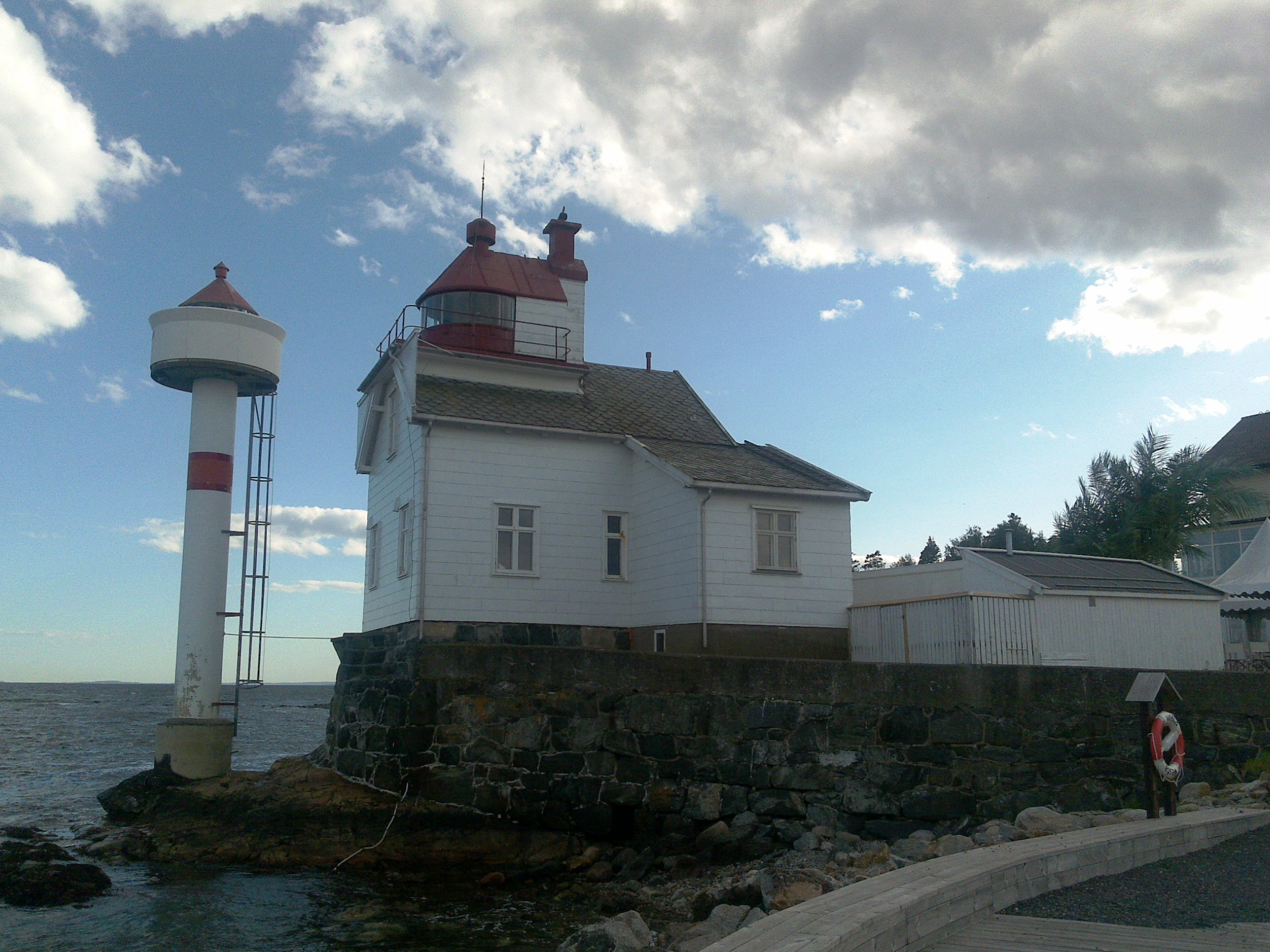
Vuurtoren van Filtvet
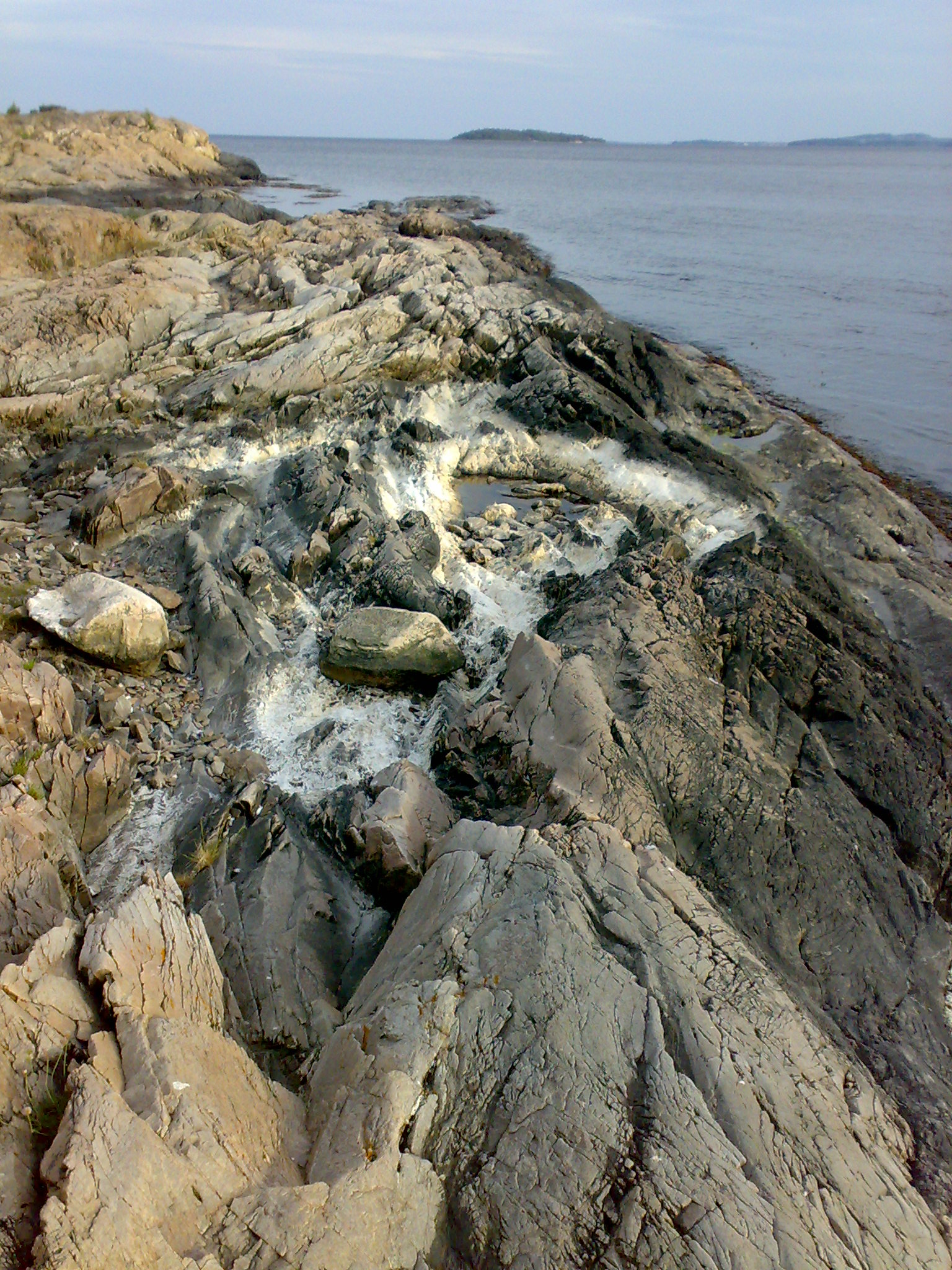
Ersvika

## Plaatsen in de gemeente
- Holmsbu
- Klokkarstua
- Sætre
- Tofte

Ål · Drammen · Flå · Flesberg · Gol · Hemsedal · Hol · Hole · Kongsberg · Krødsherad · Lier · Modum · Nesbyen · Nore og Uvdal · Øvre Eiker · Ringerike · Rollag · Sigdal

Voormalige gemeente: Hurum · Nedre Eiker · Røyken